# آنا لئوپولدوونا
آنا لئوپولدوونا (به روسی: А́нна Леопо́льдовна) (۱۸ دسامبر ۱۷۱۸ - ۱۹ مارس ۱۷۴۶) و همچنین معروف به آنا کارلوونا (به روسی : А́нна Ка́рловна) بیش از یک سال نایب السلطنه روسیه در دوران اقلیت پسر شیرخوارش امپراتور ایوان ششم بود.

## زندگی
آنا لئوپولدوونا، الیزابت کاترینا کریستین، دختر کارل لئوپولد، دوک مکلنبورگ-شورین ، توسط همسرش، کاترین، دختر بزرگ تزار ایوان پنجم روسیه، به دنیا آمد. پدر کاترین، ایوان پنجم، برادر بزرگتر و فرمانروای روسیه با پتر کبیر بود اما از آنجایی که او از نظر ذهنی مشکل داشت و برای حکومت ناتوان بود، تمام قدرت در دست پتر کبیر بود که مانند پدری برای کاترین بود. و تا زمانی که او زنده بود به دنبال علاقه او بود. مادر الیزابت، کاترین، سومین همسر دوک کارل لئوپولد بود که پس از ازدواج های بسیار کوتاه (هر کدام کمتر از دو سال) از دو همسر اول خود جدا شده بود. کاترین تنها همسری بود که برای او یک فرزند زنده به دنیا آورد و الیزابت تنها فرزند بود. در سال ۱۷۲۱، زمانی که الیزابت سه ساله بود، مادرش برای بار دوم باردار شد، اما کودک مرده به دنیا آمد. در آن زمان، ازدواج بین والدینش با مشکل مواجه شد و در سال ۱۷۲۳، کاترین به دربار عمویش پیتر کبیر بازگشت. او دخترش را با خود برد و بنابراین الیزابت در روسیه بزرگ شد و با پدرش ارتباط کمی داشت یا اصلاً ارتباط نداشت.در سال ۱۷۳۰، تزار پیتر دوم، که آخرین مرد بازمانده از خاندان رومانوف بود، بدون ازدواج درگذشت و سلسله او نیز با او درگذشت. شورای خصوصی روسیه در مورد اینکه چه کسی را به تاج و تخت دعوت کند بحث می کرد و مادر الیزابت، کاترین، یکی از نامزدهایی بود که مورد بررسی قرار گرفت. با این حال، او به دلایل متعددی از او گذشت و تاج و تخت به خواهر کوچکترش، آنا ایوانونا، که در تاریخ به عنوان ملکه آنا روسیه شناخته شد، پیشنهاد شد. آنا یک بیوه بدون فرزند بود و الیزابت تنها فرزند کاترین. بنابراین، موقعیت الیزابت در دربار، موقعیت مهمی بود.
در سال ۱۷۳۴، الیزابت به کلیسای ارتدکس روسیه گروید و نام آنا لئوپولدوونا را به او دادند، که برای عمه او، امپراتور آنا، و همچنین برای پدرش، کارل لئوپولد، دوک مکلنبورگ-شورین بود. گرویدن او به دین ارتدکس باعث شد که او به عنوان وارث تاج و تخت قابل قبول باشد، اما در واقع هرگز توسط عمه اش به عنوان وارث اعلام نشد. در سال ۱۷۳۹، آنا لئوپولدوونا، همانطور که اکنون شناخته می شود، با آنتونی اولریش (۱۷۱۴-۱۷۷۴)، پسر دوم فردیناند آلبرت، دوک برانزویک-ولفنبوتل ازدواج کرد. اولریش از سال ۱۷۳۳ در روسیه زندگی می کرد تا او و عروسش بتوانند یکدیگر را بهتر بشناسند. او توانست این کار را انجام دهد زیرا پسر کوچکترش بود و بعید بود که از او خواسته شود تا مسئولیت حکومت اصالت پدرش را به عهده بگیرد. هر دو شرایط به وضوح نشان می دهد که ملکه آنا قصد داشت خواهرزاده خود را به ارث بردارد و با انتخاب همسری با موقعیت مناسب و با مشاهده او از نزدیک برای چندین سال قبل از جشن ازدواج، زمینه را برای آن فراهم می کرد.
در ۵ اکتبر ۱۷۴۰، امپراطور آنا، پسر تازه متولد شده خود، ایوان را به فرزندی پذیرفت و او را وارث تاج و تخت روسیه معرفی کرد. در ۲۸ اکتبر، تنها چند هفته پس از اعلامیه، امپراتور پس از آنکه دستورات مربوط به جانشینی و انتصاب ارنست بیرون، دوک کورلند، مورد علاقه خود را به عنوان نایب السلطنه داد، درگذشت.